# Greenisland
Greenisland är en mindre stad i Antrim i Nordirland, belägen cirka 7 miles öster om Belfast på den norra stranden av Belfast Lough. Staden ingår i distriktet Mid and East Antrim. År 2001 hade staden 5 050 invånare.
Staden gränsar till Jordanstown som har University of Ulsters campus. Staden är även sammankopplad med Belfast via tåg.

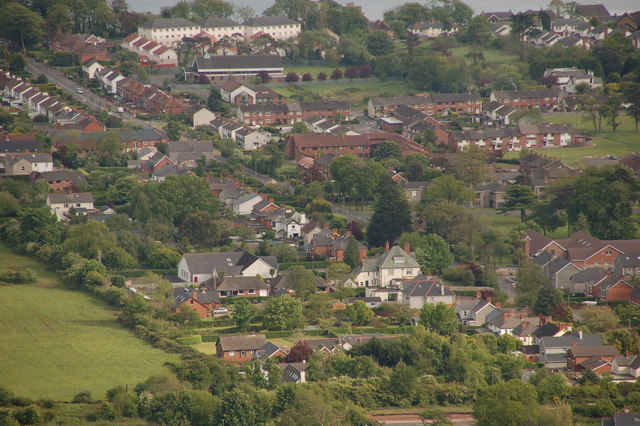
Greenisland

## Historia
Carrickfergus ligger på den norra sidan av Belfast Lough och är plats för 1100-talsslottet Carrickfergus Castle, ett av de bäst bevarade normandiska slotten på Irland. Slottet byggdes runt 1180 av John de Courcy. St. Nicholas kyrka dateras också tillbaka till 1100-talet.
Som bosättningsområde var Carrickfergus både känt tidigare än Belfast och även större och mer betydande än huvudstaden var. Sjön Belfast Lough kallades Carrickfergus Bay lång in på 1600-talet. Carrickfergus och det närliggande området var, för ett tag, ett eget grevskap, men ingår idag i Antrim.
Slaget om Carickfergus, ett av slagen under Nioårskriget, utspelades i staden i november 1597. Det utkämpades mellan trupper under ledning av Elisabet I av England och den skotska klanen MacDonnell. Striden gav seger åt de skotska krigarna.